# Elspet Gray
Elspet Gray, właśc. Elspeth Jean MacGregor-Gray (ur. 12 kwietnia 1929 w Inverness, zm. 18 lutego 2013) – szkocka aktorka filmowa i telewizyjna.

## Filmografia
seriale
- 1954: Fabian of the Scotland Yard jako Marion Courtland
- 1986: Na sygnale jako Mary Porter
- 1998: Dinnerladies jako Hilary

filmy
- 1954: Devil's Point jako June Mallard
- 1969: Do widzenia, panie Chips jako Lady Sutterwick
- 1994: Cztery wesela i pogrzeb jako Matka Laury